# 伊斯拉科查湖
14°38′51″S 73°52′06″W / 14.64750°S 73.86833°W
伊斯拉科查湖（Islaqucha），是秘魯的湖泊，位於該國中南部阿亞庫喬大區，由盧卡納斯省的奇保區和普基奧區負責管轄，處於普卡科查湖以北和阿皮尼亞科查湖以西。